# Zhang Xielin
Zhang Xielin, född 1940, är en kinesisk bordtennisspelare.
Vid världsmästerskapen i bordtennis 1961 i Peking tog han VM-brons i herrsingel.
Två år senare vid världsmästerskapen i bordtennis 1963 i Prag tog han VM-guld i herrlag, VM-guld i herrdubbel och VM-brons i herrsingel.
På invigningen av olympiska sommarspelen 2008 var Zhang en av de utvalda som fick bära den olympiska flaggan.